# یخچال سیاچن
یخچال سیاچن (انگلیسی: Siachen Glacier) در شرق رشته‌کوه قراقروم در هیمالیا و مرز هند و پاکستان واقع شده است. یخچال سیاچن با طول ۷۶ کیلومتر، طولانی‌ترین یخچال طبیعی در قراقروم و دومین یخچال طولانی در خارج از سرزمین‌های قطبی زمین است. ارتفاع نقطه آغازین یخچال ۵٬۷۵۳ متر و ارتفاع نقطه انتهایی آن ۳٬۶۲۰ متر است. تمام محدوده یخچال و شاخه‌های آن از سال ۱۹۸۴ در کنترل هند است.

## ریشه‌شناسی

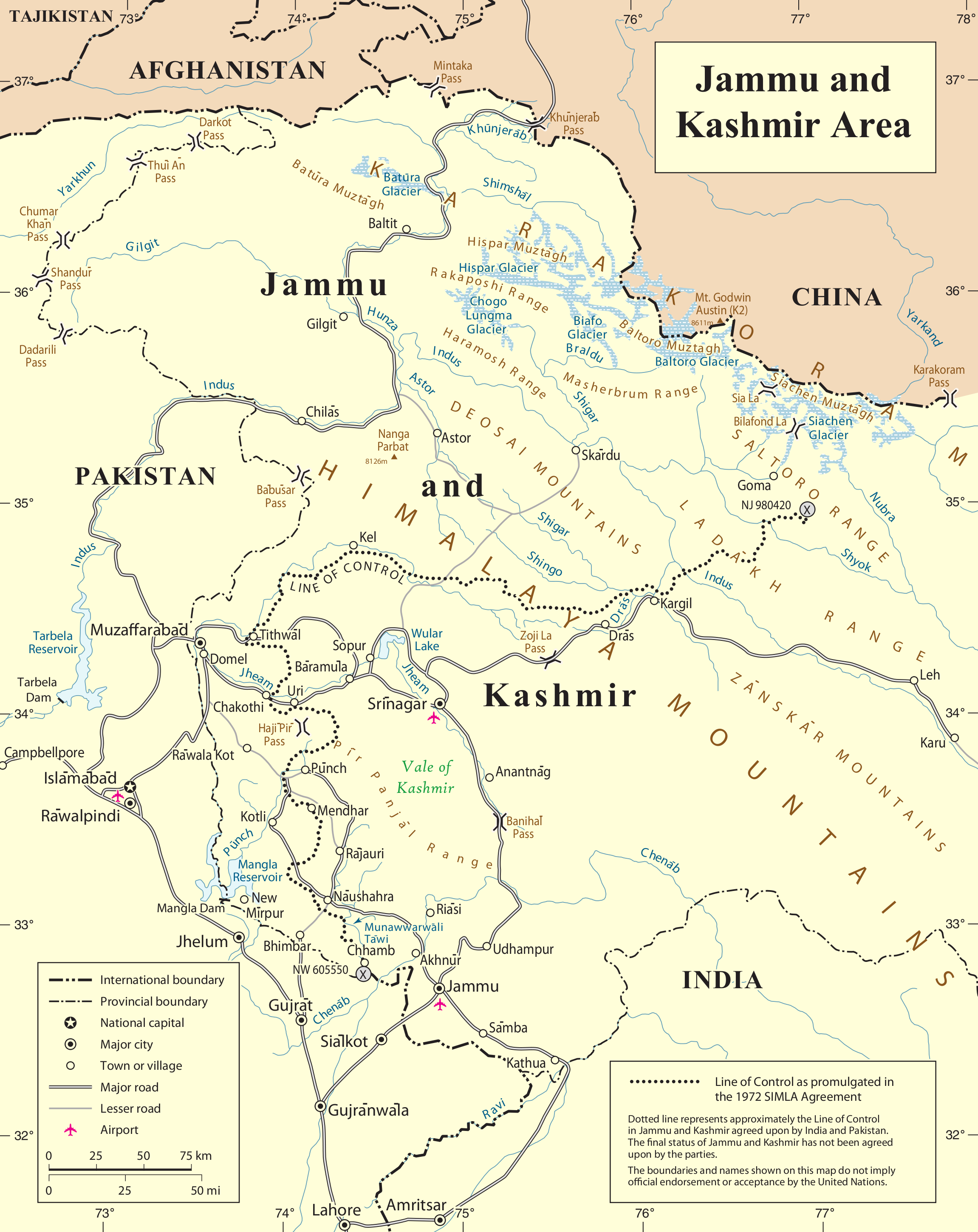
نقشه سازمان ملل از خط کنترل در کشمیر که در نقطه NJ980420 به پایان می‌رسد

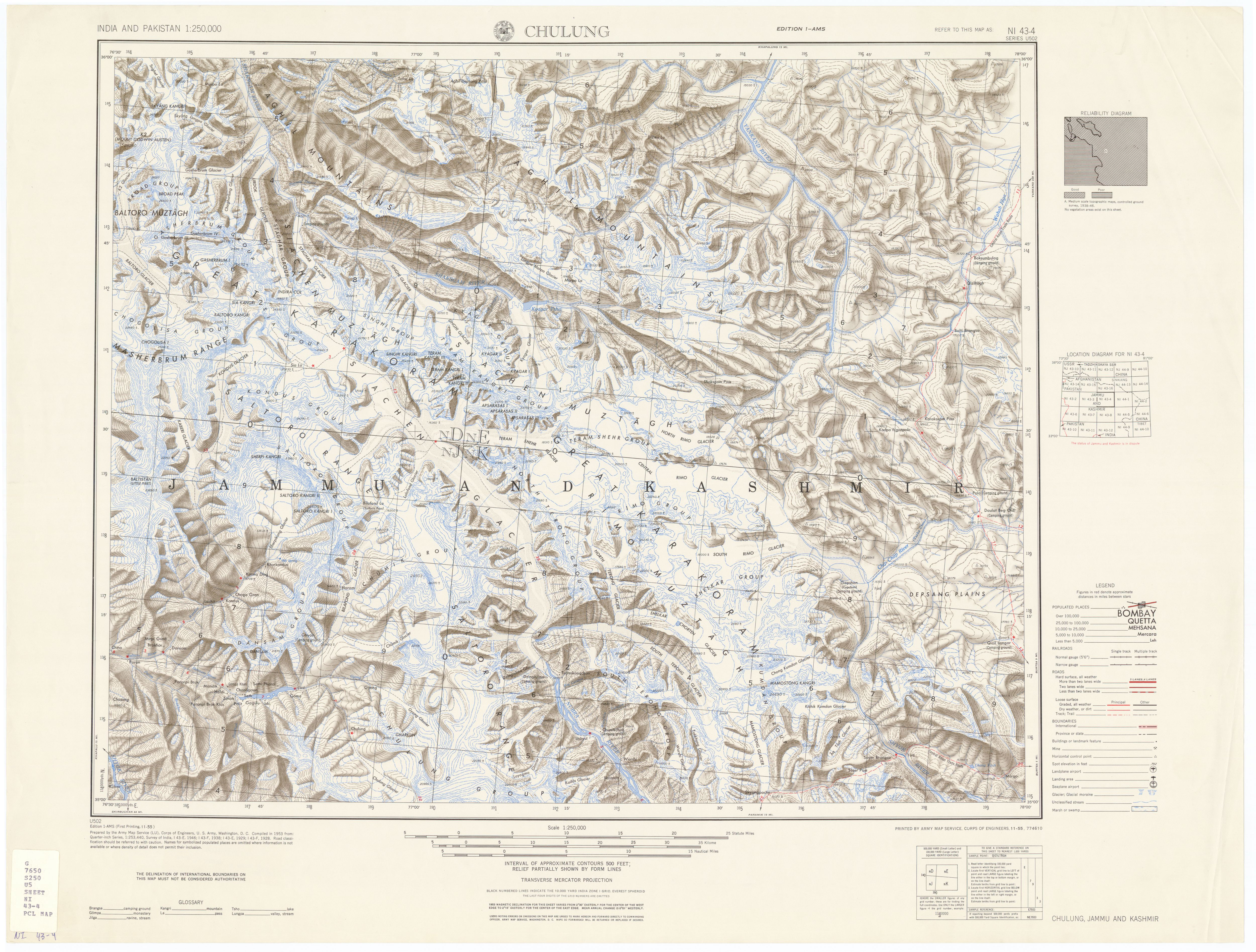
نقشه تاریخی شامل یخچال سیاچن (سرویس نقشه ارتش، ۱۹۵۳)

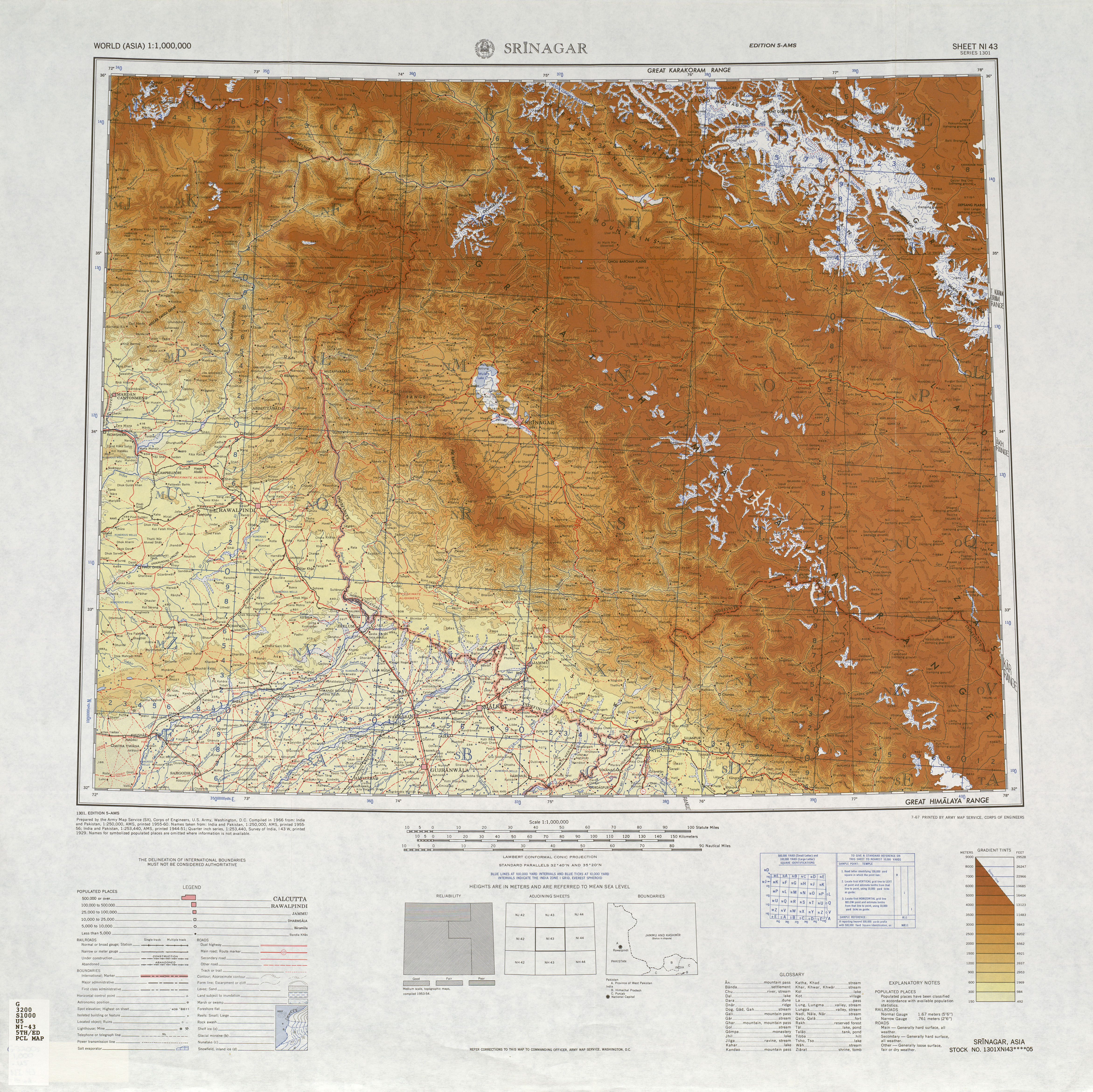
نقشه تاریخی شامل یخچال سیاچن (سرویس نقشه ارتش، ۱۹۶۶)

واژه «سیا» در زبان بلتی به گل رز که در منطقه به‌طور گسترده یافت می‌شود، اشاره دارد. «چن» به هر چیزی که به فراوانی یافت شود، گفته می‌شود؛ بنابراین، نام سیاچن به معنای سرزمینی با فراوانی گل‌های رز است. گفته می‌شود که نام‌گذاری این یخچال یا حداقل رواج آن به تام لانگستف نسبت داده می‌شود.

## اختلاف
هر دو کشور هند و پاکستان ادعای حاکمیت بر کل منطقه سیاچن را دارند. در ژوئن ۱۹۵۸، نخستین اکتشاف سازمان زمین‌شناسی هند در یخچال سیاچن انجام شد. این اولین بررسی رسمی هند از یخچال سیاچن توسط سازمان زمین‌شناسی هند پس از ۱۹۴۷ بود که به مناسبت سال ژئوفیزیکی بین‌المللی در ۱۹۵۸ انجام شد. این مطالعه شامل بررسی دهانه پنج یخچال در منطقه لداخ شامل سیاچن، ماموستونگ، چونگ کومدان، کوچیک کومدان و یخچال آکتاش بود. شماره 5Q ۱۳۱ ۰۵ ۰۸۴ برای یخچال سیاچن توسط این اکتشاف اختصاص داده شد. نقشه‌های آمریکا و پاکستان در دهه‌های ۱۹۷۰ و ۱۹۸۰ به‌طور مداوم یک خط نقطه‌چین از NJ9842 (شمالی‌ترین نقطه مرزبندی‌شده خط آتش‌بس هند و پاکستان، که به عنوان خط کنترل نیز شناخته می‌شود) تا گذرگاه قراقروم نشان می‌دادند، که هند آن را یک اشتباه نقشه‌نگاری و نقض توافق‌نامه شیملا می‌دانست. در ۱۹۸۴، هند عملیات مگ‌دوت را آغاز کرد، عملیاتی نظامی که به هند کنترل کل یخچال سیاچن، از جمله شاخه‌های آن را داد. بین سال‌های ۱۹۸۴ تا ۱۹۹۹، درگیری‌های مکرری بین هند و پاکستان رخ داد. نیروهای هندی در عملیات مگ‌دوت، تنها یک روز پیش از عملیات عبابیل پاکستان، بیشتر ارتفاعات مسلط بر رشته‌کوه سالتورو در غرب یخچال سیاچن را تصرف کردند. با این حال، شمار بیشتری از سربازان بر اثر شرایط سخت آب‌وهوایی منطقه جان خود را از دست داده‌اند تا در اثر درگیری‌های نظامی. پاکستان بین سال‌های ۲۰۰۳ تا ۲۰۱۰، در عملیات‌های مختلف در نزدیکی سیاچن ۳۵۳ سرباز خود را از دست داد که شامل ۱۴۰ پاکستانی کشته‌شده توسط هندی‌ها و ۲۱۳ پاکستانی کشته شده در بهمن بخش گایاری ۲۰۱۲ بود. از ژانویه ۲۰۱۲ تا ژوئیه ۲۰۱۵، ۳۳ سرباز هندی به دلیل شرایط نامساعد جوی جان باختند. در دسامبر ۲۰۱۵، رائو ایندرژیت سینگ، وزیر دولت هند در امور دفاعی، در پاسخ مکتوبی به لوک سبها اعلام کرد که از زمان آغاز عملیات مگ‌دوت در ۱۹۸۴، در مجموع ۸۶۹ نیروی ارتش هند در یخچال سیاچن بر اثر شرایط آب‌وهوایی و عوامل محیطی دیگر جان خود را از دست داده‌اند. در فوریه ۲۰۱۶، مانوهار پاریکار، وزیر دفاع هند، اظهار داشت که هند سیاچن را تخلیه نخواهد کرد، زیرا کمبود اعتماد به پاکستان وجود دارد و اعلام کرد که از زمان آغاز عملیات مگ‌دوت در ۱۹۸۴، ۹۱۵ نفر در سیاچن جان باخته‌اند. طبق اسناد رسمی، تنها ۲۲۰ سرباز هندی از سال ۱۹۸۴ در منطقه سیاچن بر اثر گلوله دشمن کشته شده‌اند. هر دو کشور هند و پاکستان همچنان هزاران سرباز را در نزدیکی سیاچن مستقر کرده‌اند و تلاش‌ها برای غیرنظامی کردن منطقه تاکنون ناموفق بوده است. پیش از ۱۹۸۴، هیچ‌کدام از دو کشور نیروهای نظامی در این منطقه نداشتند.
علاوه بر حضور نظامی هند و پاکستان، منطقه یخچال سیاچین خالی از جمعیت است. نزدیک‌ترین سکونتگاه غیرنظامی روستای وارشی است که در فاصله ۱۰ مایلی پایین‌دست اردوگاه اصلی هند قرار دارد. این منطقه همچنین بسیار دورافتاده است و تنها راه‌های محدودی برای دسترسی دارد. در سمت هند، جاده‌ها فقط تا اردوگاه نظامی در دزینگرولما (۳۵°۰۹′۵۹″شمالی ۷۷°۱۲′۵۸″شرقی / ۳۵٫۱۶۶۳°شمالی ۷۷٫۲۱۶۲°شرقی) که در فاصله ۷۲ کیلومتری از سر یخچال قرار دارد، امتداد دارند. ارتش هند روش‌های مختلفی برای دسترسی به منطقه سیاچین توسعه داده است. در سال ۲۰۱۲، رئیس ستاد ارتش هند ژنرال بیکرام سینگ اظهار کرد که ارتش هند باید برای مزایای راهبردی در این منطقه باقی بماند و همچنین به این دلیل که «خون زیادی از پرسنل نظامی هند برای سیاچین ریخته شده است». موقعیت‌های زمینی فعلی که برای بیش از یک دهه نسبتاً پایدار بوده است، بدین معنا است که هند کنترل کامل بر روی یخچال ۷۶ کیلومتر (۴۷ مایل) سیاچین و تمامی یخچال‌های انشعابی آن و همچنین تمامی گذرگاه‌ها و ارتفاعات اصلی رشته سالتورو در غرب یخچال، از جمله گذرگاه سیا لا، گذرگاه بیلافوند لا، گذرگاه گیونگ لا و گذرگاه یارما لا (۶٬۱۰۰ متر) دارد. پاکستان کنترل دره‌های یخچالی را در غرب کوه‌های سالتورو دارد. به گفته مجله تایمز، هند در نتیجه عملیات‌های نظامی دهه ۱۹۸۰ در سیاچین بیش از ۱٬۰۰۰ مایل مربع (۳٬۰۰۰ کیلومتر مربع) زمین به دست آورد. هند به‌طور قاطعانه اعلام کرده است که ارتش این کشور تا زمانی که خط موقعیت زمینی واقعی به طول ۱۱۰ کیلومتر ابتدا تأیید، ترسیم و سپس مشخص نشود، از سیاچین خارج نخواهد شد.

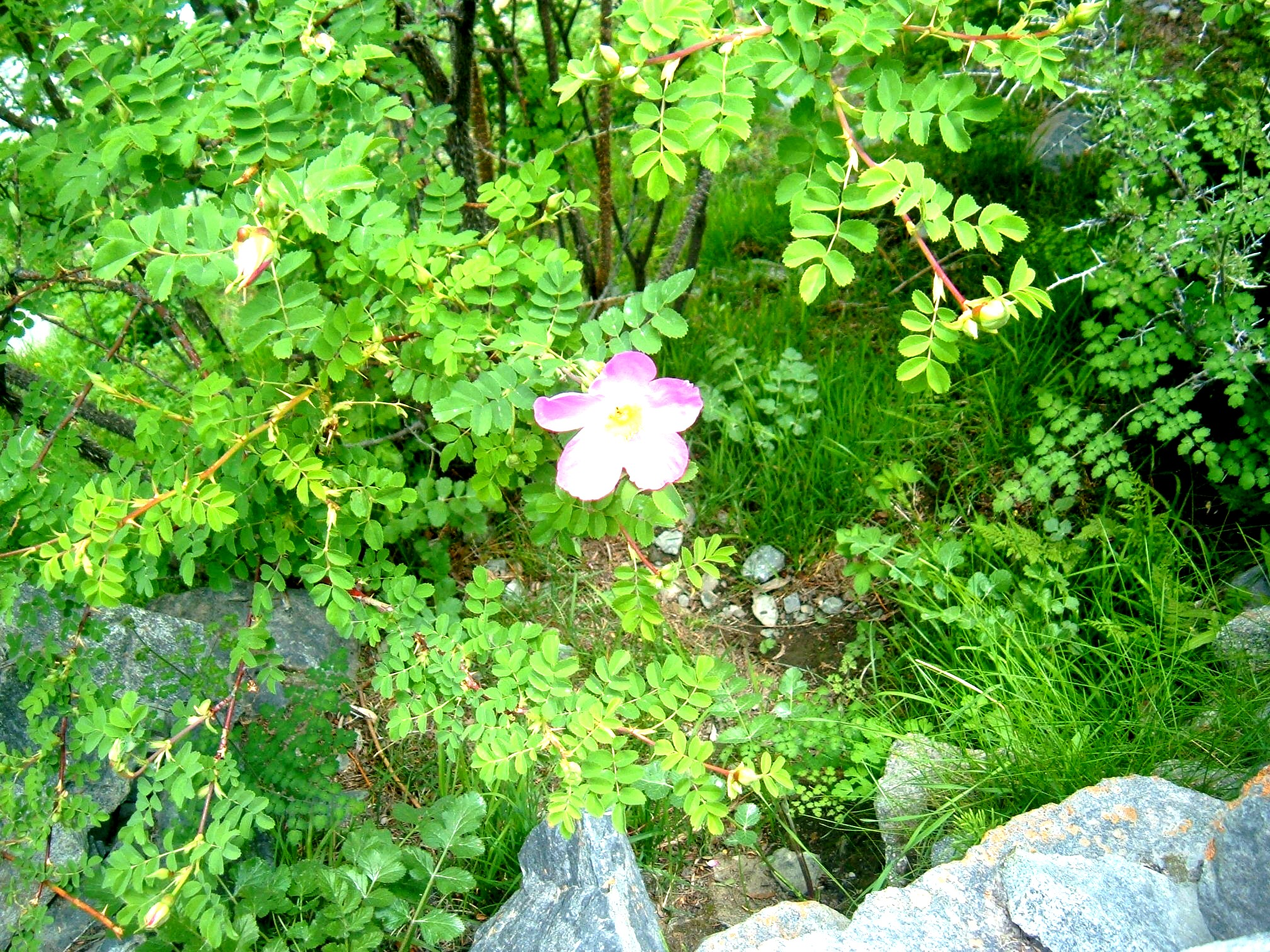
گیاه سیا در خپلو. مردم بلتی این گیاه از خانواده گل سرخ را برای تزئین در خانه‌های خود می‌کارند و در برخی مناطق از پوست آن به جای برگ چای سبز در پایو چا استفاده می‌شود.

توافق‌نامه کراچی ۱۹۴۹ خط تفکیک را تنها تا نقطه NJ9842 با دقت مشخص کرد و در ادامه این توافق‌نامه بیان می‌دارد که خط تفکیک از آن نقطه به سمت شمال تا یخچال‌ها ادامه می‌یابد.
بر اساس موضع هند، خط تفکیک باید تقریباً به سمت شمال در امتداد رشته‌کوه سالتورو در غرب یخچال سیاچین و فراتر از NJ9842 ادامه یابد. مرزهای بین‌المللی که از رشته‌کوه‌ها پیروی می‌کنند، اغلب با دنبال کردن خطوط تقسیم آبراهه‌ها، مانند آنچه در رشته‌کوه سالتورو وجود دارد، ترسیم می‌شوند. با این حال توافق‌نامه شیملا ۱۹۷۲ هیچ تغییری در خط کنترل ۱۹۴۹ در این بخش شمالی ایجاد نکرد.

## آب‌ریز

یخچال سیاچین منبع رودخانه نوبرا است که در نهایت به رودخانه شیوک می‌پیوندد.

آب‌های ذوب‌شده یخچال سیاچین منبع اصلی رودخانه نوبرا در منطقه لداخ هند است که به رودخانه شیوک تخلیه می‌شود. رودخانه شیوک نیز به رود سند که ۳۰۰۰ کیلومتر طول دارد و از پاکستان می‌گذرد، می‌پیوندد. بدین ترتیب، این یخچال منبع اصلی رود سند محسوب می‌شود و بزرگ‌ترین سیستم آبیاری جهان را تغذیه می‌کند.

## مسائل زیست‌محیطی
پیش از سال ۱۹۸۴، این یخچال فاقد سکنه بود، اما حضور هزاران نیروی نظامی از آن زمان باعث آلودگی و ذوب یخچال شده است. برای پشتیبانی از نیروها، یخ یخچال بریده و با مواد شیمیایی ذوب می‌شود.
دفع زباله‌های غیرزیست‌تخریب‌پذیر در مقادیر زیاد و استفاده از تسلیحات و مهمات تأثیر چشمگیری بر اکوسیستم منطقه گذاشته است.

### عقب‌نشینی یخچال
یافته‌های اولیه یک بررسی توسط اداره هواشناسی پاکستان در سال ۲۰۰۷ نشان داد که یخچال سیاچین در سی سال گذشته در حال عقب‌نشینی بوده و با سرعتی نگران‌کننده در حال ذوب شدن است. تصاویر ماهواره‌ای نشان داده‌اند که این یخچال با سرعت حدود ۱۱۰ متر در سال در حال عقب‌نشینی است و اندازه آن تقریباً ۳۵ درصد کاهش یافته است.
در یک دوره یازده‌ساله، این یخچال نزدیک به ۸۰۰ متر عقب‌نشینی کرده است، و در یک دوره هفده‌ساله حدود ۱۷۰۰ متر عقب‌نشینی کرده است. پیش‌بینی می‌شود که یخچال‌های منطقه سیاچین تا سال ۲۰۳۵ به حدود یک‌پنجم اندازه خود در سال ۲۰۱۱ کاهش یابند.
در یک دوره بیست‌ونه‌ساله بین ۱۹۲۹ تا ۱۹۵۸، پیش از اشغال نظامی، عقب‌نشینی یخچال حدود ۹۱۴ متر ثبت شده است. یکی از دلایل مطرح‌شده برای عقب‌نشینی اخیر یخچال، انفجارهای شیمیایی برای ساخت اردوگاه‌ها و پایگاه‌ها است. در سال ۲۰۰۱ هند خطوط لوله نفتی به طول حدود ۲۵۰ کیلومتر در داخل یخچال نصب کرد تا نفت سفید و سوخت هواپیما را به پایگاه‌ها منتقل کند. تا سال ۲۰۰۷، افزایش دما در سیاچین سالانه ۰٫۲ درجه سانتی‌گراد تخمین زده شده بود که باعث ذوب شدن، بهمن‌ها و شکاف‌های یخی در یخچال می‌شود.

### دفع زباله
زباله‌های تولیدشده توسط نیروهای مستقر در این منطقه در شکاف‌های یخچال ریخته می‌شود. کوهنوردانی که در طی اکتشافات کوهستانی از این منطقه بازدید کرده‌اند، مقادیر زیادی زباله شامل پوکه‌های فشنگ، چتر نجات و غیره را مشاهده کرده‌اند که در یخچال ریخته شده‌اند. این زباله‌ها به دلیل شرایط آب‌وهوایی شدید نه تجزیه می‌شوند و نه می‌توان آن‌ها را سوزاند. نیروهای هندی روزانه حدود ۱٬۰۰۰ کیلوگرم (۱٫۱ تن کوچک) زباله تولید کرده و در شکاف‌های یخی می‌ریزند. گفته می‌شود ارتش هند یک کارزار با عنوان «سیاچین سبز، سیاچین پاک» برنامه‌ریزی کرده است تا زباله‌ها را از یخچال به وسیله حمل‌ونقل هوایی جمع‌آوری کند و برای زباله‌های زیست‌تخریب‌پذیر از گوارش بی‌هوازی استفاده کند، زیرا در این شرایط اکسیژن و دمای مناسب وجود ندارد.
تقریباً چهل درصد (۴۰٪) زباله‌های باقی‌مانده در یخچال از پلاستیک و فلز است که شامل سموم مانند کبالت، کادمیوم و کروم می‌شود. این سموم در نهایت آب رودخانه شیوک (که سرانجام به رودخانه سند در نزدیکی اسکردو می‌ریزد) را آلوده می‌کنند. از رودخانه سند برای نوشیدن و آبیاری استفاده می‌شود.
دانشمندان مؤسسه انرژی و منابع در حال تحقیق برای یافتن روش‌هایی جهت دفع موفقیت‌آمیز زباله‌های تولیدشده در یخچال به روش‌های علمی هستند. همچنین برخی از دانشمندان سازمان پژوهش و توسعه دفاعی که به قطب جنوب سفر کرده‌اند، در حال کار بر روی تولید یک نوع باکتری هستند که بتواند در شرایط آب‌وهوایی سخت زنده بماند و به تجزیه طبیعی زباله‌های زیست‌تخریب‌پذیر کمک کند.

### جانوران و گیاهان
جانوران و گیاهان منطقه سیاچین نیز تحت تأثیر حضور گسترده نظامی قرار گرفته‌اند. این منطقه زیستگاه گونه‌های نادری مانند پلنگ برفی، خرس قهوه‌ای و بز کوهی است که به دلیل حضور نظامی در معرض خطر قرار دارند.

## مناقشه مرزی
منطقه یخچال سیاچین به‌عنوان مرتفع‌ترین میدان نبرد روی زمین شناخته می‌شود، جایی که پاکستان و هند از آوریل ۱۹۸۴ به‌صورت پراکنده با یکدیگر جنگیده‌اند. هر دو کشور حضور دائمی نظامی در این منطقه را در ارتفاع بیش از ۶٬۰۰۰ متر (۲۰٬۰۰۰ فوت) حفظ کرده‌اند.
هند و پاکستان هر دو مایل به خروج از پایگاه‌های نظامی پرهزینه هستند. هند در سال ۱۹۸۴ عملیات مگ‌دوت را برای تصرف یخچال سیاچین آغاز کرد. سپس، به دلیل نفوذهای پاکستان در طول جنگ کارگیل در سال ۱۹۹۹، هند برنامه‌های خروج از سیاچین را کنار گذاشت، چرا که از نفوذهای بیشتر پاکستان در صورت تخلیه پایگاه‌های یخچال سیاچین نگران کننده بود.
نخست‌وزیر مانموهان سینگ به‌عنوان اولین نخست‌وزیر هند از این منطقه بازدید کرد و در طی این بازدید خواستار حل مسالمت‌آمیز این مشکل شد. پس از او، نخست‌وزیر فعلی نارندرا مودی نیز از این مکان بازدید کرد. رئیس‌جمهور پاکستان، آصف علی زرداری، نیز در سال ۲۰۱۲ به همراه رئیس ستاد ارتش پاکستان، ژنرال اشفاق پرویز کیانی، از منطقه‌ای نزدیک به یخچال سیاچین به نام بخش گیاری بازدید کرد. هر دوی آن‌ها تعهد خود را برای حل هرچه سریع‌تر مناقشه سیاچین ابراز کردند. در سال قبل از آن، رئیس‌جمهور هند، عبدالکلام، به‌عنوان اولین رئیس کشور از این منطقه بازدید کرده بود.
از سپتامبر ۲۰۰۷، هند شروع به باز کردن منطقه برای سفرهای محدود کوه‌نوردی و پیاده‌روی کرد. اولین گروه شامل دانشجویانی از مدرسه نظامی چایل، آکادمی ملی دفاع، سپاه ملی دانشجویی هند، آکادمی نظامی هند، دانشکده نظامی ملی هند و اعضای خانواده افسران نیروهای مسلح بود. این سفرها با هدف نشان دادن به مخاطبان بین‌المللی برگزار شد که نیروهای هندی تقریباً تمامی ارتفاعات کلیدی را در رشته‌کوه سالتورو در اختیار دارند و نیروهای پاکستانی در نزدیکی یخچال سیاچین نیستند. هند، بی‌توجه به اعتراضات پاکستان، تأکید دارد که برای اعزام گردشگران به سیاچین که اساساً قلمرو خود می‌داند، نیازی به تأیید کسی ندارد. علاوه بر این، مؤسسه کوه‌نوردی ارتش (AMI) ارتش هند نیز در این منطقه فعالیت دارد.

## پیشنهاد پارک صلح

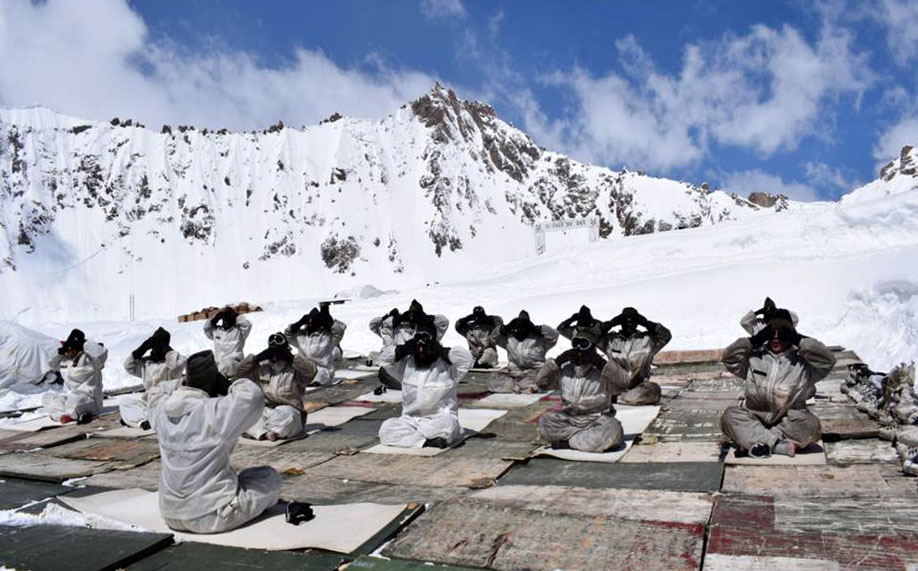
ارتش هند در حال انجام یوگا به مناسبت سومین روز جهانی یوگا – ۲۰۱۷، در سیاچین در تاریخ ۲۱ ژوئن ۲۰۱۷

ایده اعلام منطقه سیاچین به‌عنوان «پارک صلح» توسط محیط‌زیست‌گران و فعالان صلح مطرح شد تا از اکوسیستم منطقه که به‌دلیل حضور نظامی به‌شدت آسیب دیده، حفاظت شود. در سپتامبر ۲۰۰۳، شرکت‌کنندگان در پنجمین کنگره جهانی پارک‌ها که در دربن برگزار شد از دولت‌های هند و پاکستان خواستند تا پارک صلحی در منطقه سیاچین ایجاد کنند تا سیستم بیولوژیکی طبیعی را بازسازی کنند و از گونه‌هایی که زندگی‌شان در خطر است محافظت کنند. زیست‌شناس ایتالیایی جولیانو تالونه گفت که زندگی اکولوژیکی منطقه در خطر جدی است و پیشنهاد ایجاد یک پارک صلح سیاچین را در کنفرانس مطرح کرد. پس از مطرح شدن پیشنهاد ایجاد یک پارک صلح فرامرزی، فدراسیون بین‌المللی کوهنوردی (UIAA) و اتحادیه بین‌المللی حفاظت از طبیعت (IUCN) کنفرانسی در ژنو برگزار کردند و از کوهنوردان هندی و پاکستانی (ماندیپ سینگ سوین، هریش کاپادیا، نازیر صابر و شیرخان) دعوت کردند. این منطقه برای گنجاندن در فهرست میراث جهانی سازمان ملل به‌عنوان بخشی از رشته‌کوه قراقرم نامزد شد، اما تأیید این پیشنهاد توسط کمیته میراث جهانی به تعویق افتاد. مناطق شرق و غرب منطقه سیاچین قبلاً به‌عنوان پارک‌های ملی اعلام شده‌اند.
آزمایشگاه‌های ملی سندیا کنفرانس‌هایی برگزار کردند که در آن کارشناسان نظامی و محیط‌زیست‌شناسان از هند و پاکستان و سایر کشورها دعوت شدند تا مقالات مشترک ارائه دهند. کنت ل. بیرینگر، پژوهشگر در مرکز نظارت همکاری آزمایشگاه‌های سندیا، پیشنهاد کرد که یک مرکز علمی در سیاچین به صورت یک مرکز تحقیقاتی در ارتفاعات بالا راه‌اندازی شود که در آن دانشمندان و پژوهشگران از هر دو کشور می‌توانند فعالیت‌های تحقیقاتی در زمینه‌های گلاسیولوژی، زمین‌شناسی، علوم جوّی و سایر زمینه‌های مرتبط انجام دهند.

## در فرهنگ عامه
یخچال سیاچین در فیلم هالیوودی ماموریت: غیرممکن – فال‌اوت که در سال ۲۰۱۸ اکران شد و با بازی تام کروز و هنری کاویل ساخته شد، مورد توجه قرار گرفت. در اوج فیلم، مأمور فراری واکر (کاویل) بمب‌های هسته‌ای را در پایگاه یخچال سیاچین کار می‌گذارد. با این حال، این صحنه در واقع در پریکستولن، نروژ فیلمبرداری شد زیرا دولت هند به سازندگان فیلم اجازه فیلمبرداری در کشمیر را نداد.